# 葉隆光
葉隆光（1554年—？），字治卿，號朴斋，直隸安慶府懷寧縣籍安慶衛人，明朝政治人物。

## 生平
萬曆七年（1579年）己卯科應天府鄉試第一百二十七名，萬曆八年（1580年）庚辰科會試第一百八十二名，登三甲第五十八名進士。吏部觀政，本年授官福建閩縣知縣，十三年任本省乡试同考官，十四年行取，升吏部主事，十九年升员外郎，调考功司、文选司，二十年被革职为民。

## 家族
曾祖葉富；祖父葉春；父葉槐，曾任七品散官。母俞氏。重庆下。兄重光。弟寵光、承光。